# Gustav von Neumann-Cosel (Offizier)

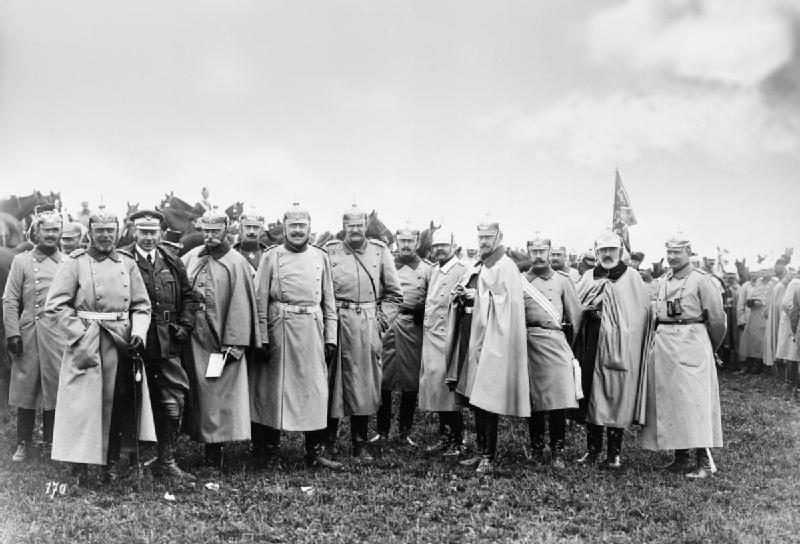
Gustav von Neumann-Cosel (1. Reihe dritter von rechts) beim Kaisermanöver 1905

Gustav Rudolf Ernst von Neumann, seit 1881  von Neumann-Cosel, (* 20. August 1861 in Schloss Bellevue bei Berlin; † 4. Dezember 1917 in Charlottenburg) war ein preußischer Generalmajor, Kommandant des Zeughauses und Flügeladjutant von Kaiser Wilhelm II.

## Leben

### Herkunft
Gustav war ein Sohn des gleichnamigen preußischen Generalleutnants Gustav von Neumann und dessen Ehefrau Wanda, geborene von Schlemüller (1824–1902). Sein Urgroßvater, der Generalmajor David Neumann, wurde 1779 in den erblichen preußischen Adelsstand erhoben und galt für seine Zeit als offen homosexuell. Nach dem Tode seines Vaters erhielten er und sein Bruder Friedrich (1851–1917) in Erinnerung an den Urgroßvater, welcher sich während der Verteidigung der Festung Cosel im Jahre 1807 einen Namen gemacht hatte, am 26. Januar 1881 die preußische Genehmigung zur Führung des Namens „von Neumann-Cosel“.

### Militärkarriere
Neumann besuchte das Kadettenkorps und wurde am 12. April 1879 als charakterisierter Fähnrich dem 2. Garde-Regiment zu Fuß der Preußischen Armee überwiesen. Mitte Oktober 1880 avancierte er zum Sekondeleutnant, stieg im September 1889 zum Premierleutnant auf und war als Hauptmann ab Mitte Oktober 1894 Chef der 4. Kompanie. Er schenkte dem Berliner Zeughaus zahlreiche Gegenstände, darunter ein Offiziersdegen mit Jahreszahl „1723“ und eine silberne Medaille.

Neumann wurde am 27. Januar 1905 Major und als solcher am 31. Mai 1905 zum diensthabenden Flügeladjutanten von Kaiser Wilhelm II. ernannt. Er wurde als unterdurchschnittlich charakterisiert und wohl nur zum Flügeladjutanten ernannt, da er dem Kaiser bei jeder Gelegenheit die Hand küsste. Auch als gesellschaftlicher Sonderling wurde er bezeichnet und dass er zu dem Kaiser in einem geradezu religiösen Verhältnis stand. Laut verschiedenen Quellen ist überliefert, dass wenn er seinen Dienst als Flügeladjutant jeweils beendet hatte, 
„in seine mit alten Waffen und Monturstücken ausstaffierte Junggesellenwohnung zurückkehrte, zunächst dreimal ein sehr realistisches Kraftwort laut durch das Zimmer rief und sich dann 24 Stunden zu Bett legte.“
Unter Belassung in seiner Stellung als Flügeladjutant wurde Neumann am 1. September 1910 zunächst zur Dienstleistung bei der Zeughausverwaltung und ab Mitte Oktober 1910 zur Vertretung des beurlaubten Kommandanten des Zeughauses kommandiert. Mit der Beförderung zum Oberstleutnant und unter Belassung als Flügeladjutant erfolgte am 1. Februar 1911 seine Ernennung zum Kommandanten des Zeughauses. Im Juli 1911 wurde er Mitglied im Verein für die Geschichte Berlins. Nach Ausbruch des Ersten Weltkrieges führte er mittlerweile den Rang eines Oberst (Patent vom 20. Mai 1913) und stellte er an der Ost- und Westfront erbeutete Fahnen im Zeughaus aus. Am 5. Oktober 1916 erhielt er den Charakter als Generalmajor.
Neumann starb unverheiratet.